# 토레스델파이네 (칠레)
토레스델파이네(스페인어: Torres del Paine)는 칠레 마가야네스 이 안타르티카칠레나 주 울티마에스페란사 현의 코무나이다.